# Mníšek pod Brdy
Mníšek pod Brdy är en stad i Tjeckien.   Den ligger i regionen Mellersta Böhmen, i den centrala delen av landet, 27 km söder om huvudstaden Prag. Mníšek pod Brdy ligger 384 meter över havet och antalet invånare är 4 181.
Terrängen runt Mníšek pod Brdy är kuperad åt nordväst, men åt sydost är den platt. Runt Mníšek pod Brdy är det ganska tätbefolkat, med 52 invånare per kvadratkilometer. Närmaste större samhälle är Beroun, 17,4 km nordväst om Mníšek pod Brdy. Trakten runt Mníšek pod Brdy består till största delen av jordbruksmark.